# Stanisław Murzynowski
Stanisław Murzynowski (znany też jako Stanisław Suszycki) herbu Ogończyk (ur. 1528 we wsi Suszyce, zm. 1553 w Królewcu) – polski pisarz reformacyjny, tłumacz, autor pierwszego przekładu Nowego Testamentu na język polski (NT Murzynowskiego 1553).

## Życiorys

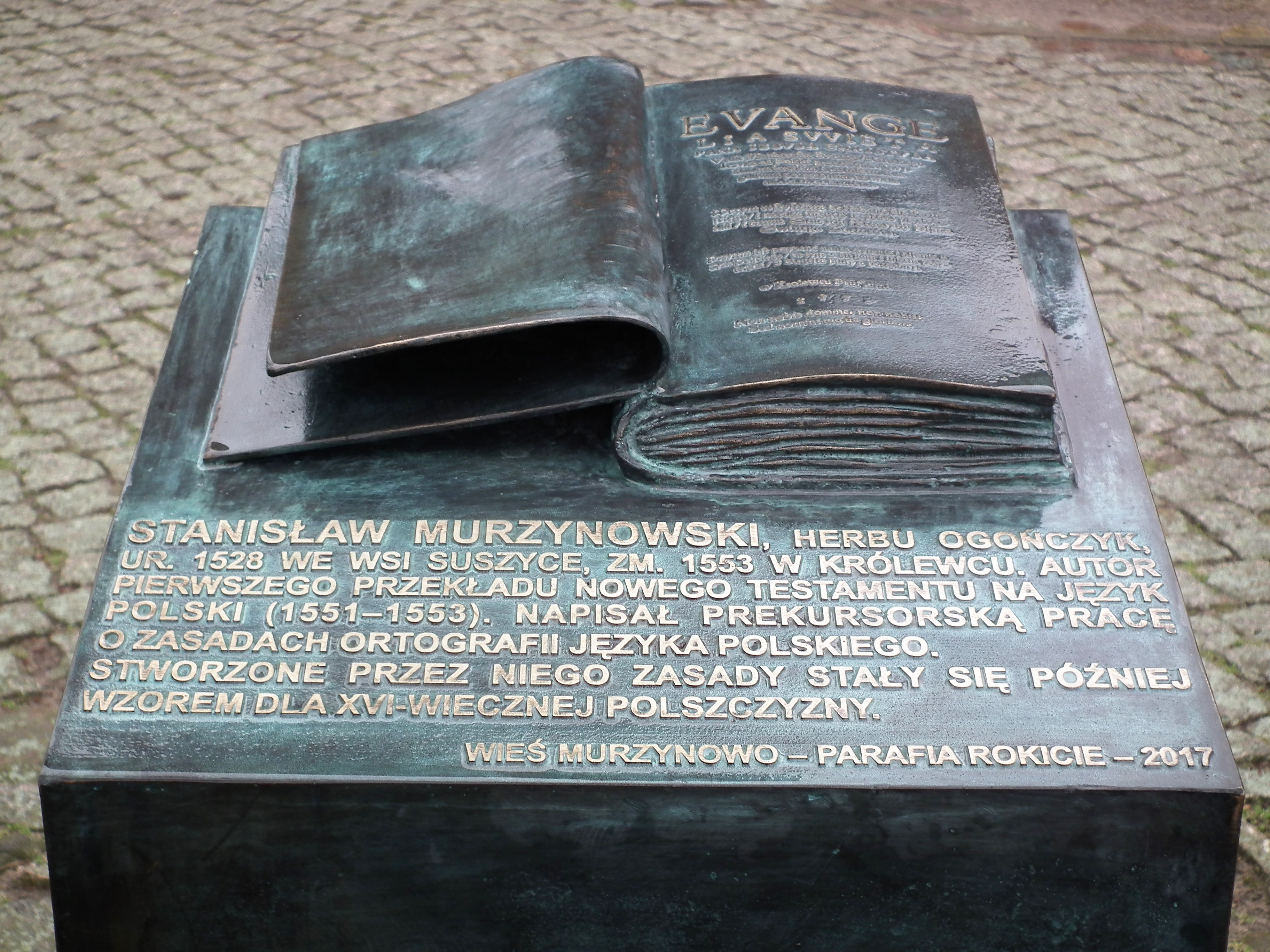
Pomnik pomnik pierwszego tłumaczenia Nowego Testamentu Murzynowskiego w Rokiciu

Urodził się we wsi Suszyce w ziemi dobrzyńskiej, z ojca Jana, w rodzinie Murzynowskich, wywodzących się z rodu Ogończyków. Początkowe nauki odebrał w domu rodzinnym, następnie prawdopodobnie w pobliskiej szkółce. Będąc stypendystą księcia Albrechta Hohenzollerna, w 1542 ukończył gimnazjum partykularne w Królewcu, gdzie dobrze opanował język grecki i hebrajski. Gimnazjum to było zalążkiem powołanego w 1544 Uniwersytetu królewieckiego. W 1545 podjął też studia na uniwersytecie w Wittenberdze pod nazwiskiem Murzynowski. Tam poznał Marcina Lutra i Filipa Melanchtona. Prawdopodobnie wtedy przeszedł na luteranizm. Studia kontynuował (1547) na którymś z uniwersytetów włoskich. Po powrocie do Polski popadł jednak w konflikt z Kościołem katolickim. W roku 1549 powrócił do Królewca i osiadł tu na stałe. Umarł młodo (w wieku 25 lat), prawdopodobnie w 1553. Jego kamień pamiątkowy znajduje się we wsi Murzynowo przy tamtejszym Muzeum im. Stanisława Murzynowskiego.

## Twórczość
28 października 1549 napisał list z prośbą o pomoc do swojego niegdysiejszego protektora – księcia Albrechta. Na jego zaproszenie wrócił do Królewca, zostając stypendystą Hohenzollerna, który powierzył mu zadanie przetłumaczenia Nowego Testamentu na język polski. Rozpoczął prace nad tłumaczeniem tekstu czterech ewangelii na język polski. W 1551 w królewieckiej drukarni Jana Seklucjana wydał dedykowaną królowi polskiemu Zygmuntowi Augustowi Testamentu część pierwszą (zawierała ewangelie Mateusza, Marka, Łukasza i Jana). W latach 1552–1553 wydał kolejne dwie części Nowego Testamentu pod tytułem Testament Nowy Zupełny. Wtedy też napisał prekursorską pracę o zasadach ortografii języka polskiego – Ortografija polska. Stworzone przez niego zasady stały się później wzorem dla XVI-wiecznej polszczyzny. Napisał też Historię żałosną, opisującą dzieje Franciszka Spiery, adwokata z Padwy, który przeszedł na luteranizm i popadł w konflikt z Kościołem katolickim.

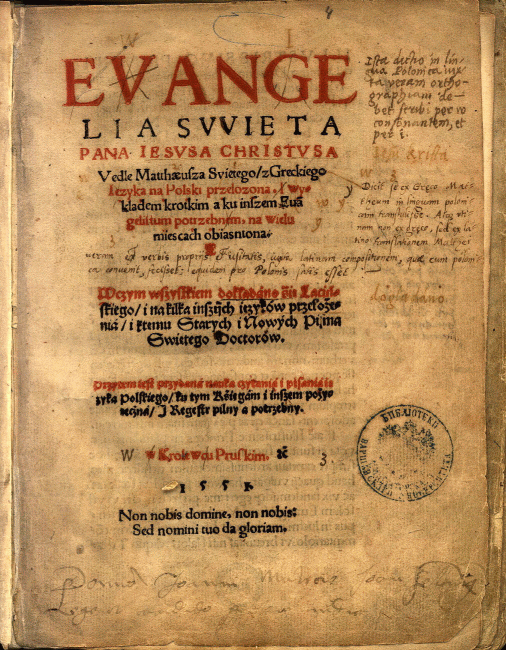
Ewangelia Mateusza w polskim tłumaczeniu Stanisława Murzynowskiego, wydana w Królewcu przez Jana Seklucjana w 1551 (egzemplarz ze zbiorów Biblioteki Uniwersyteckiej w Warszawie)

### Ważniejsze utwory
- Ortografia polska, to jest nauka czytania i pisania, wyd. przy: Nowy Testament, Królewiec 1551; przedr. W. Taszycki Wybór tekstów staropolskich XVI–XVIII wieku, Lwów 1928; także wyd. 2 Warszawa 1955 (zwana również Ortografią Seklucjana; pod tym tytułem przedr. ją A.F. Kucharski w wyd.: S. Zaborowski Ortografia polska... z przydaniem... ortografii Seklucjana, Warszawa 1825)
- De iustificatione et iustitia fidei, Królewiec 1552, drukarnia J. Weinreich
- De conciliatione, ok. 1552, brak miejsca wydania (druk zaginiony)

### Przekłady
- Historia żałosna a straszliwa o Franciszku Spierze, który się dla bojaźni ludzkiej prawdy pańskiej zaprzał i dla tegóż jest na strach światu niesłychanym obyczajem skaran, Królewiec 1550 (przed poczęciem r. 1551), drukarnia Aleksander z Litomyśla (A. Augezdecki); przedmowę przedr. W. Taszycki, Obrońcy języka polskiego. Wiek XV–XVIII, Wrocław 1953, Biblioteka Narodowa seria I, nr 146; podobiznę karty tytułowej ogł. J. Krzyżanowski Historia literatury polskiej, t. 1 (Warszawa 1939), s. 89; unikat znajdował się w bibliotece Towarzystwa Naukowego w Płocku; (przeróbka dziełka łac. Coeliusa Secundusa curiona)
- Testamentu Nowego część pierwsza, Królewiec 1551, drukarnia A. Augezdecki; Testamentu Nowego część wtora a ostateczna, Królewiec 1552, drukarnia Aleksander Impressor (A. Augzdecki); fragmenty przedr. W. Taszycki Wybór tekstów staropolskich XVI–XVIII wieku, Lwów 1928; także wyd. 2 Warszawa 1955; (jest to tzw. królewiecki przekład Pisma św., zwany również Nowym Testamentem Seklucjana; Seuklucjan był tylko nakładcą)

### Listy
- Do księcia Albrechta, dat. w Rusowsku 28 października 1549; 6 września 1552; ogł. I. Warmiński Andrzej Samuel i Jan Seklucjan, Poznań 1906 dod., s. 532–533

### Utwory o autorstwie niepewnym
- Rozprawa księdza z popem, urywek starodruku znalazł Z. Celichowski w oprawie „Postylli” Seklucjana z 1556 i przedr. w książce Trzy nieznane dialogi, Poznań 1899 (autorstwo prawdopodobne według I. Warmińskiego i S. Rosponda)
- Wiersz łaciński umieszczony w dziele Franciszka Nigra Liberum arbitrium, Pesclavii (=Poschavio – Szwajcaria) 1559 (autorstwo przypisał A. Brückner)